# Dăbene, Plovdiv
Dăbene (în bulgară Дъбене) este un sat în comuna Karlovo, regiunea Plovdiv,  Bulgaria. 

## Demografie
Componența etnică a satului Dăbene
     Bulgari (87,92%)
     Romi (9,33%)
     Nicio identificare (2,73%)
     Altele (0%)
La recensământul din 2011, populația satului Dăbene era de 1.606 locuitori. Din punct de vedere etnic, majoritatea locuitorilor (87,92%) erau bulgari, cu o minoritate de romi (9,33%). Pentru 2,73% din locuitori nu este cunoscută apartenența etnică.